# جاش هارت (بسکتبال)
جاش هارت (انگلیسی: Josh Hart؛ زادهٔ ۶ مارس ۱۹۹۵) بازیکن بسکتبال اهل ایالات متحده آمریکا است. وی توسط یوتا جاز در سال 2017 در راند اول و سیمین پیک درفت شد ولی بلافاصله به لس آنجلس لیکرز منتقل شد. وی اکنون در تیم نیویورک نیکس بازی می کند.